# Maya Plisétskaya
Maya Mijáilovna Plisétskaya (del ruso: Майя Михайловна Плисецкая), (Moscú, Unión Soviética, 20 de noviembre de 1925 - Múnich, Alemania, 2 de mayo de 2015) fue una de las máximas bailarinas de ballet ruso del Teatro Bolshói, a la cual se le otorgó el título de prima ballerina assoluta. Destacó por haber sido la mejor de su época en papeles como El lago de los cisnes, Don Quijote, Carmen Suite (ballet hecho para ella con música de su esposo Rodión Shchedrín) y la pieza musical La muerte del cisne. Mediante Real Decreto se le concedió en 1993 la nacionalidad española.
Uno de los símbolos indiscutibles de la danza clásica, fue la prima ballerina assoluta de una generación que incluyó a Margot Fonteyn, Alicia Alonso e Yvette Chauviré. Está considerada por la mayoría de especialistas en danza la bailarina más destacada de la segunda mitad del siglo XX.

## Biografía

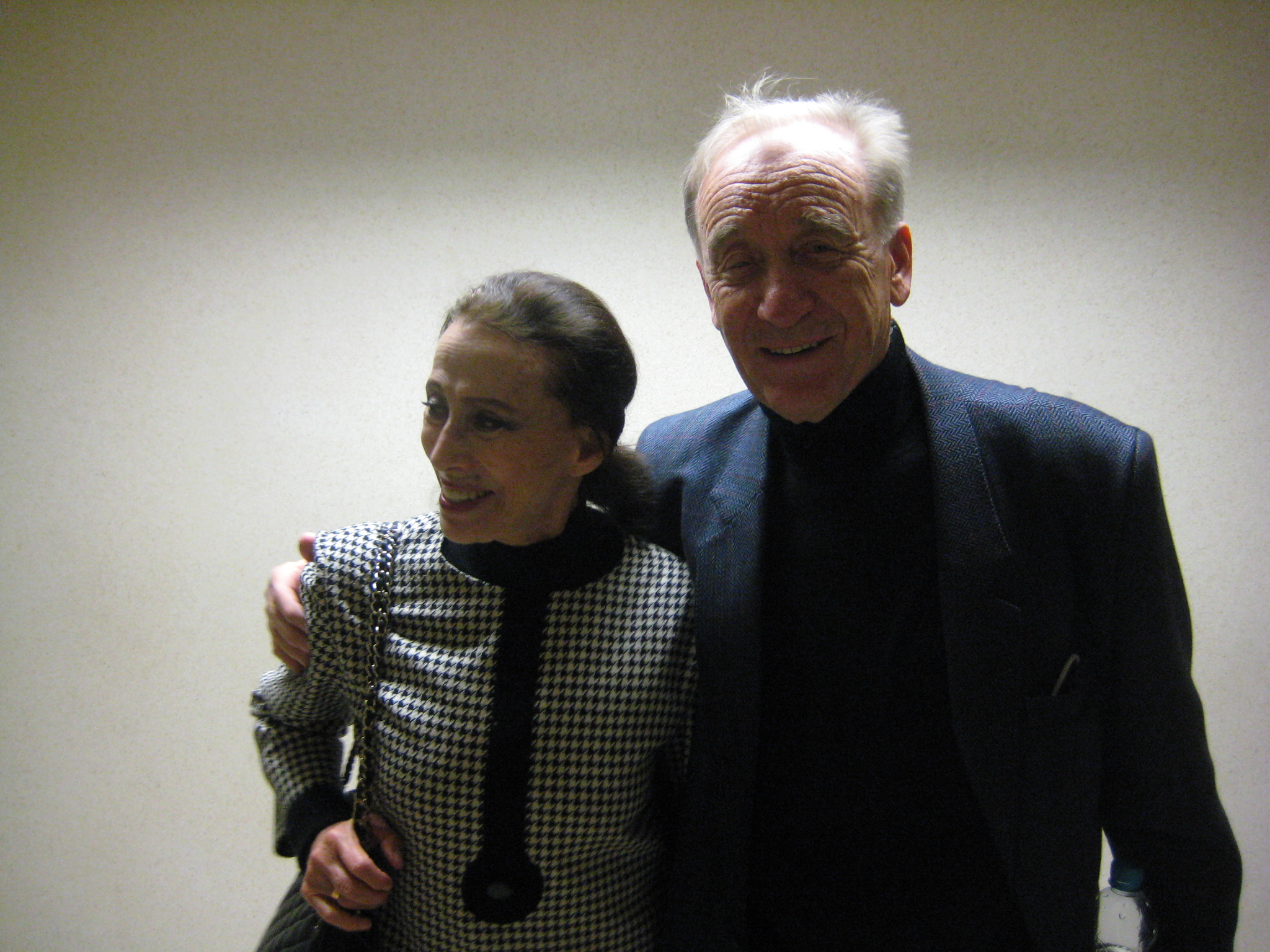
Maya Plisétskaya y su esposo Rodión Shchedrín en 2009.

Plisétskaya nació el 20 de noviembre de 1925, en Moscú, en una prominente familia de ascendencia judía lituana, la mayoría de cuyos miembros estaban involucrados en el teatro o el cine. Su madre, Rachel Messerer-Plisétskaya, era una actriz de cine mudo. El bailarín Asaf Messerer era su tío materno y bailarín de Bolshói. Sulamith Messerer era su tía materna. Su padre, Mijaíl Plisetski (Misha), era un diplomático, ingeniero y director de minas, y no involucrado en las artes, aunque era un fanático del ballet. Su hermano pequeño Azari Plisetsky se convirtió en un famoso bailarín y coreógrafo, y su sobrina Anna Plisétskaya también se convertiría en una bailarina.
Maya Plisétskaya incursionó en el mundo de la danza a la edad de 3 años en la Escuela de Danza de Moscú y, a pesar de un difícil ambiente familiar (su padre Mijaíl Plisetski, fue ejecutado por orden de Stalin en 1938 y su madre, Rachel Messerer-Plisétskaya, judía, fue deportada con su hermano Azari al Gulag), destacó rápidamente en la escuela del Teatro Bolshói, bajo la influencia de sus tíos Asaf y Sulamith Messerer, bailarines de ese teatro, compañía a la que se unió Maya en 1943 y de la que se convierte en primera bailarina con solo 18 años. Comenzó su carrera profesional interpretando La muerte del cisne.
Después de años de veto, emprendió giras internacionales durante las que visitó países como Estados Unidos, Francia, Reino Unido, Italia (donde fue directora del Ballet de la Ópera de Roma), Argentina (actuó con éxito clamoroso en el Teatro Colón y en el Teatro Vera, de la ciudad de Corrientes, en 1975–1976 adonde regresó en varias oportunidades) y en España (donde dirigió la Compañía Nacional de Danza), que le permitieron conocer y colaborar con grandes personalidades y obtener reconocimiento internacional en los más importantes teatros.
Se atrevió a romper la rutina soviética incorporando danza moderna y trabajando con los coreógrafos  (Alberto Alonso, Maurice Béjart y Roland Petit, que crearon varias piezas para ella como «Carmen», «Isadora» y «La rose malade».
En conmemoración de sus 80 años se celebró en Moscú una semana de actividades.

## Principales interpretaciones
Poseedora de un soberbio port-des-bras, su interpretación del doble rol de Odette–Odile en El lago de los cisnes así como de la Muerte del cisne son vistas por algunos como «definitivas». Ha sido una incomparable intérprete de Kitri en Don Quijote, La noche de Valpurgis y Raymonda. En cambio, fueron muy esporádicas sus actuaciones como Giselle y Aurora de La bella durmiente.
Una de las pioneras de la danza moderna en Rusia fue aclamada en el ballet Carmen Suite con coreografía del cubano Alberto Alonso, hermano de Fernando Alonso, y en la coreografía de Maurice Béjart del Bolero de Ravel.
- El lago de los cisnes
- La Zarina enloquecida de La fuente de Bajchisarái
- Kitri en Don Quijote[14][15]
- Laurencia
- Carmen Suite de Alberto Alonso.
- Anna Karénina (de la que fue directora escénica y coreógrafa)

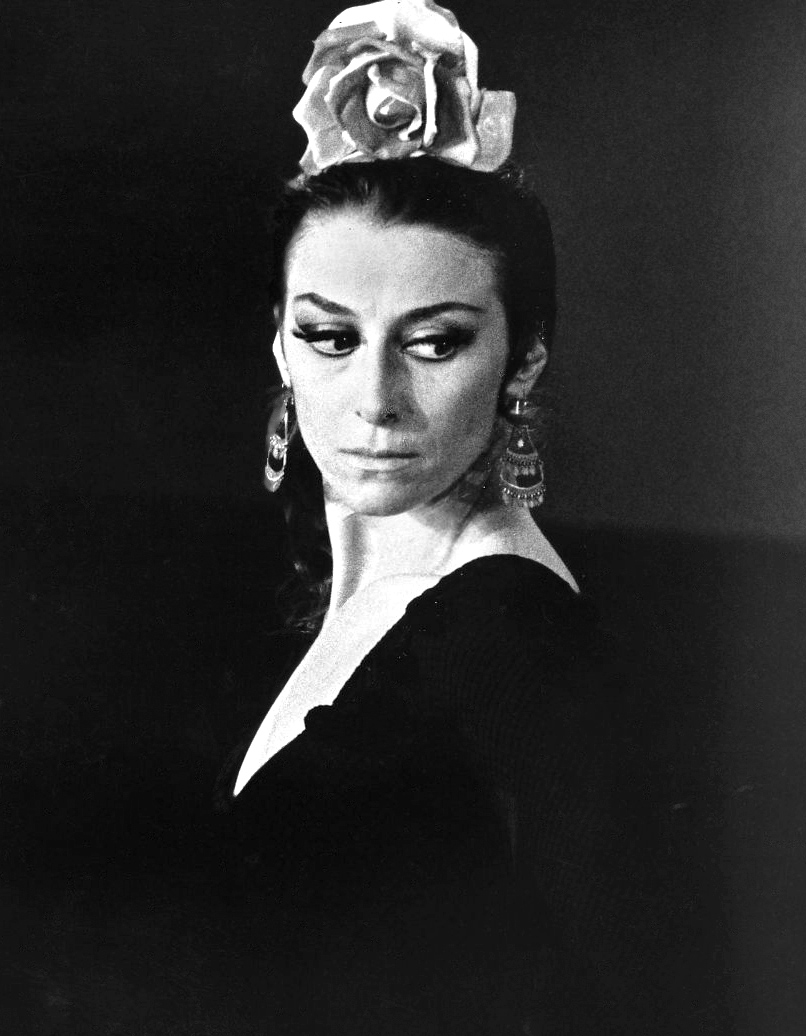
Maya Plisetskaya actuando en «Carmen Suite Ballet»

- La rose malade de Roland Petit
- Isadora de Maurice Béjart.

## Distinciones
Destacan:
- Artista del pueblo de la URSS (1959)
- Anna Pávlova de París (1962)
- Premio Lenin (1964)
- Héroe del Trabajo Socialista (1985)
- Legión de Honor de Francia (1986)
- Medalla de Oro de las Bellas Artes de España (1991)
- Medalla al Servicio de Rusia en dos ocasiones (1995 y 2000)
- Praemium Imperiale de Japón (2006)
- Premio Príncipe de Asturias de las Artes (2005)
- Orden al Mérito por la Patria
- Doctora honoris causa por las Universidades Lomonósov de Moscú y la Sorbona de París.

## Fundación Internacional de Maya Plisétskaya y Rodión Shchedrín
Para ello contribuyeron a la creación y mantenimiento de un archivo documental sobre la trayectoria de Maya Plisétskaya y su marido, el compositor Rodión Shchedrín; un museo sobre la danza clásica y la composición musical; organización de concursos de danza clásica; cursos, charlas, conferencias y demás acontecimientos educativos relacionados con el ballet clásico y/o la composición.